# 26. Flak-Division

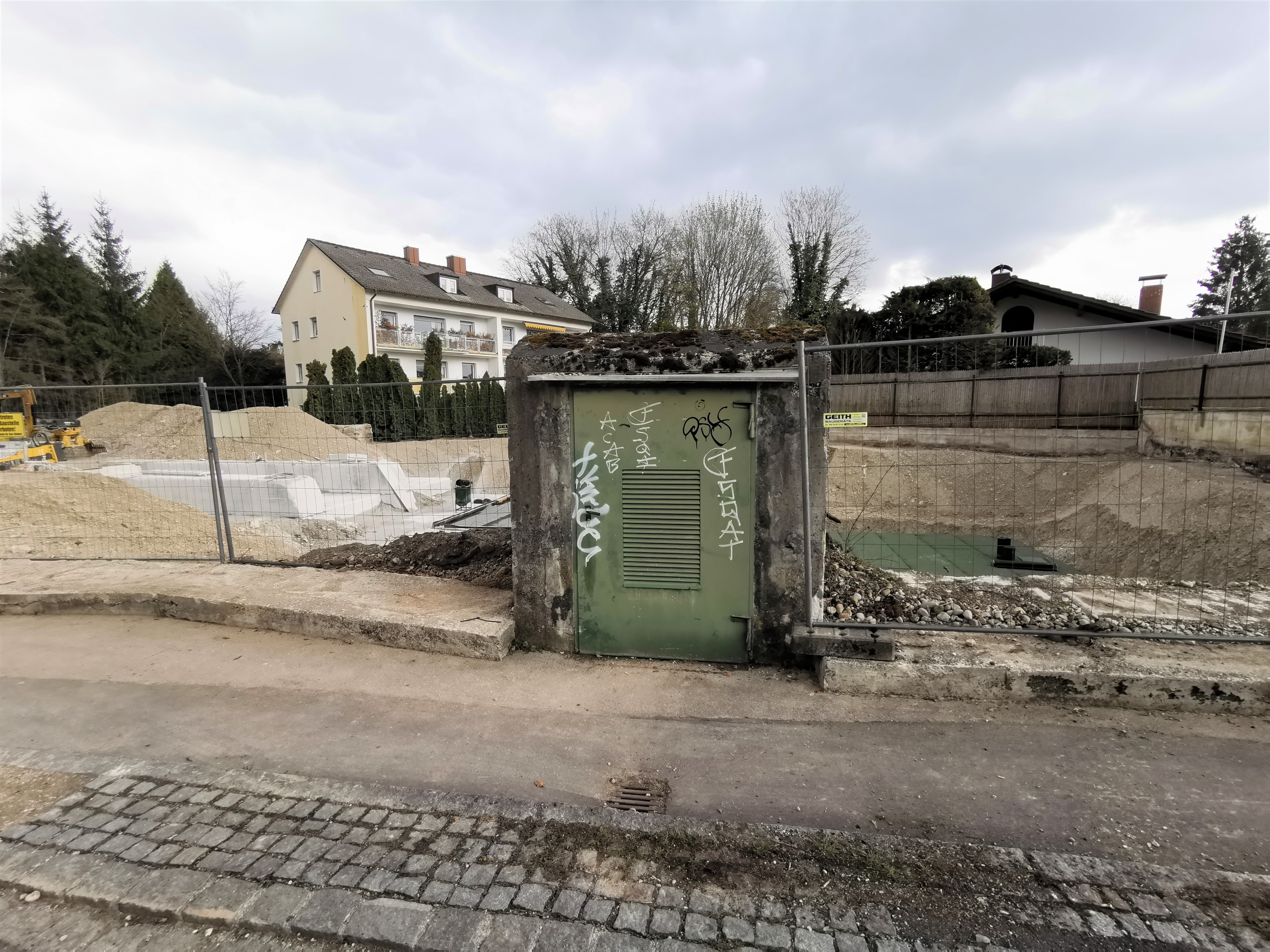
Eingang Luftwaffenbunker Grünwald mit Neubau im Hintergrund.

Die 26. Flak-Division war ein Großverband der Bodentruppen der deutschen Luftwaffe im Zweiten Weltkrieg. Zuständig war die Division bei Aufstellung für die Abwehr von einfliegenden gegnerischen Flugzeugen mittels Flugabwehrgeschützen in Bayern und Westösterreich.

## Geschichte
Der Stab der 26. Flak-Division wurde Anfang Mai 1944 in München aus der 4. Flak-Brigade aufgestellt. Das Hauptquartier der Division wurde Grünwald.
Die 26. Flak-Division übernahm zum Zeitpunkt ihrer Gründung auch den Befehlsbereich ihres Vorgängers der 4. Flak-Brigade und somit die Verteidigung des Luftraumes von Südbayern, Innsbruck und Salzburg, als Besonderheit auch die Verteidigung um Oberpfaffenhofen und Erding. Der Verteidigungsbereich war auf fünf Regimenter mit unterschiedlicher Abteilungsstärke aufgeteilt. Die Unterstellung erfolgte unter den Luftgau VII. In der Zeit von Anfang Dezember 1944 bis Ende Februar 1945 wurden bei der Division noch 1.050 Luftwaffenhelfer-Schüler und 142 Luftwaffenhelfer-Lehrlinge entlassen.
Kurz vor Kriegsende musste die 21. Flak-Brigade aufgelöst werden und ein Großteil der Flugabwehrgeschütze wurden der Division zugewiesen. Im März/April 1945 erging die Vorbereitung, die schweren Flak (8,8-cm-Flak) gegen Bodenziele einzusetzen. Bis zur Eroberung von München Ende April 1945 leistete die Division noch Widerstand, wurde aber bereits vorher zur Auflösung befohlen. Teile der Division kämpften noch bis zum Kriegsende, gingen dann in amerikanische Kriegsgefangenschaft und die Division wurde aufgelöst.
Für die Division sind die Verfahrensakten für das Standgericht durch den Kommandeur archiviert.

## Kommandeure
- Oberst Ernst Uhl: von der Aufstellung bis Ende Juni 1944
- Generalleutnant Rudolf Eibenstein: von Juli 1944 bis Kriegsende[7]

## Gliederung
Die Gliederung zu Dezember 1944 war:
- Flak-Regiment 19 (Flak-Gruppe München-Nord)
  - Schwere Flak-Abteilung 384 (Flak-Untergruppe München-Südwest)
  - Schwere Flak-Abteilung 457 (Flak-Untergruppe München-Nordost)
  - Schwere Flak-Abteilung 459 (Flak-Untergruppe München-Nordwest)
- Flak-Regiment 55 (Flak-Gruppe München-Süd)
  - Schwere Flak-Abteilung 571 (Flak-Untergruppe München-Südost)
- Flak-Regiment 115 (Flak-Gruppe Augsburg) aus dem Stab des Flakscheinwerfer-Regiments 2 gebildetNotausgang Luftwaffenbunker Grünwald am Isarhang.

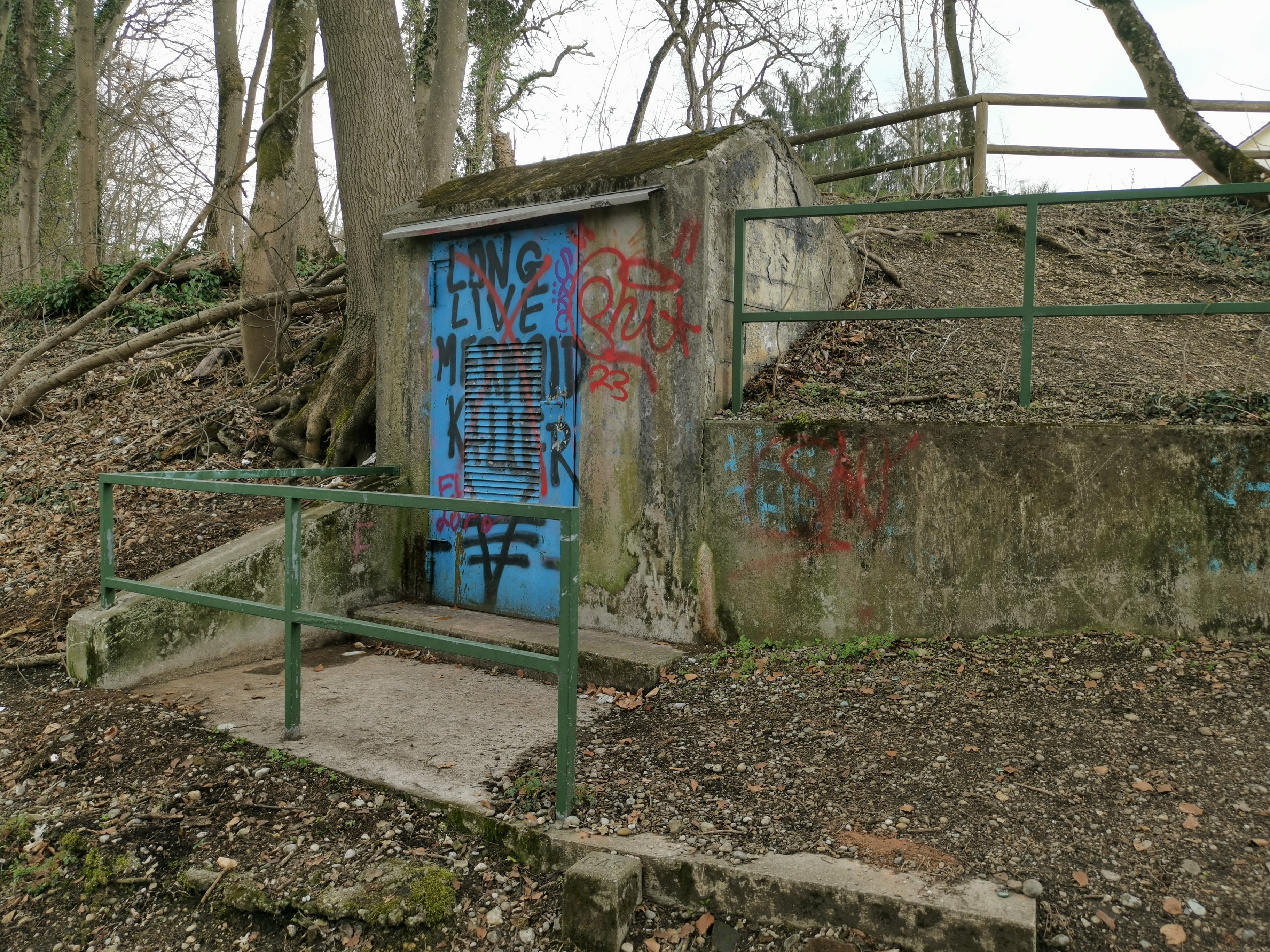
Notausgang Luftwaffenbunker Grünwald am Isarhang.

  - Schwere Flak-Abteilung 136 (Flak-Untergruppe Augsburg-Mitte)
  - Schwere Flak-Abteilung 453 (Flak-Untergruppe Augsburg-Nord)
  - Leichte Flak-Abteilung 738 (Flak-Untergruppe Kaserne, später Oettingen/Lechfeld)
- Flak-Regiment 148 (Flak-Gruppe Innsbruck), im August 1944 neu aufgestellt
  - Schwere Flak-Abteilung 577
  - Leichte Flak-Abteilung 768
- Flak-Regiment 93 (Flak-Gruppe Nürnberg), ab September 1944[3] von der 21. Flak-Brigade
  - Schwere Flak-Abteilung 484 (ohne Stab)
  - Schwere Flak-Abteilung 522 (Flak-Untergruppe Platnersberg)
  - Schwere Flak-Abteilung 634
  - Schwere Flak-Abteilung 682 (neu)
  - Leichte Flak-Abteilung 951
- Flakscheinwerfer-Regiment 8 (München)